# Megafrohippus magnifica
Megafrohippus magnifica är en insektsart som beskrevs av Nicholas David Jago 1996. Megafrohippus magnifica ingår i släktet Megafrohippus och familjen gräshoppor. Inga underarter finns listade i Catalogue of Life.